# Hiệu ứng Auger

Hai quan điểm của quá trình Auger. (a) minh họa tuần tự các bước liên quan đến việc tái kích thích Auger. Một electron sự cố (hoặc photon) tạo ra lỗ lõi ở cấp độ 1s. Một electron từ cấp 2s lấp đầy trong lỗ 1s và năng lượng chuyển tiếp được truyền tới một electron 2p được phát ra. Do đó, trạng thái nguyên tử cuối cùng có hai lỗ, một trong quỹ đạo 2s và lỗ còn lại trong quỹ đạo 2p. (b) minh họa quá trình tương tự bằng cách sử dụng ký hiệu tia X, KL_{1}L_{2,3}.

Hiệu ứng Auger là một hiện tượng vật lý trong đó việc lấp đầy chỗ trống bên trong của một nguyên tử đi kèm với sự phát xạ của một electron trong cùng một nguyên tử. Khi một electron lõi bị loại bỏ, để lại một chỗ trống, một electron từ mức năng lượng cao hơn có thể chạy vào chỗ trống đó, dẫn đến giải phóng năng lượng. Mặc dù năng lượng này được giải phóng dưới dạng một photon phát ra thường xuyên nhất, năng lượng cũng có thể được chuyển sang một electron khác, được đẩy ra khỏi nguyên tử; electron bị đẩy ra thứ hai này được gọi là electron Auger. Hiệu ứng này lần đầu tiên được phát hiện bởi Lise Meitner vào năm 1922; Pierre Victor Auger đã độc lập phát hiện ra hiệu ứng ngay sau đó và được ghi nhận là phát hiện trong hầu hết các cộng đồng khoa học.
Khi phóng ra, động năng của electron Auger tương ứng với sự khác biệt giữa năng lượng của quá trình chuyển đổi electron ban đầu vào chỗ trống và năng lượng ion hóa cho vỏ electron mà electron Auger bị đẩy ra. Các mức năng lượng này phụ thuộc vào loại nguyên tử và môi trường hóa học mà nguyên tử đang tồn tại ở đó.
Quang phổ electron Auger liên quan đến sự phát xạ của các electron Auger bằng cách bắn phá một mẫu bằng tia X hoặc electron năng lượng và đo cường độ của các electron Auger dẫn đến chức năng của năng lượng electron Auger. Kết quả quang phổ có thể được sử dụng để xác định danh tính của các nguyên tử phát ra và một số thông tin về môi trường của chúng.
Tái hợp Auger là một dạng hiệu ứng Auger tương tự xảy ra trong chất bán dẫn. Một electron và lỗ electron (cặp lỗ electron) có thể kết hợp lại để từ bỏ năng lượng của chúng thành một electron trong dải dẫn, làm tăng năng lượng của nó lên. Hiệu ứng ngược lại được gọi là ion hóa tác động.
Hiệu ứng Auger có thể tác động đến các phân tử sinh học như DNA. Sau quá trình ion hóa lớp vỏ K của các nguyên tử thành phần của DNA, các electron Auger bị đẩy ra dẫn đến làm hỏng xương sống đường phosphat của nó.

## Khám phá
Quá trình phát xạ Auger được quan sát và công bố vào năm 1922 bởi Lise Meitner, một nhà vật lý người Áo-Thụy Điển, như một hiệu quả phụ trong các cuộc cạnh tranh nghiên cứu của bà với nhà vật lý người Anh Charles Muffond Ellis về các beta electron hạt nhân.
Nhà vật lý người Pháp Pierre Victor Auger đã độc lập phát hiện ra nó vào năm 1923  khi phân tích một thí nghiệm buồng mây Wilson và nó trở thành phần trung tâm của công trình tiến sĩ của ông. Tia X năng lượng cao được áp dụng để ion hóa các hạt khí và quan sát các electron quang điện. Việc quan sát các vệt electron không phụ thuộc vào tần số của photon tới đã gợi ý một cơ chế ion hóa electron được tạo ra từ sự chuyển đổi năng lượng bên trong từ quá trình chuyển đổi không bức xạ. Nghiên cứu sâu hơn và công trình lý thuyết sử dụng cơ học lượng tử cơ bản và tính toán xác suất chuyển tiếp / hiệu quả chuyển tiếp, cho thấy hiệu ứng này là hiệu ứng không bức xạ, hiệu quả hơn hiệu ứng chuyển đổi bên trong.